# Karelidy

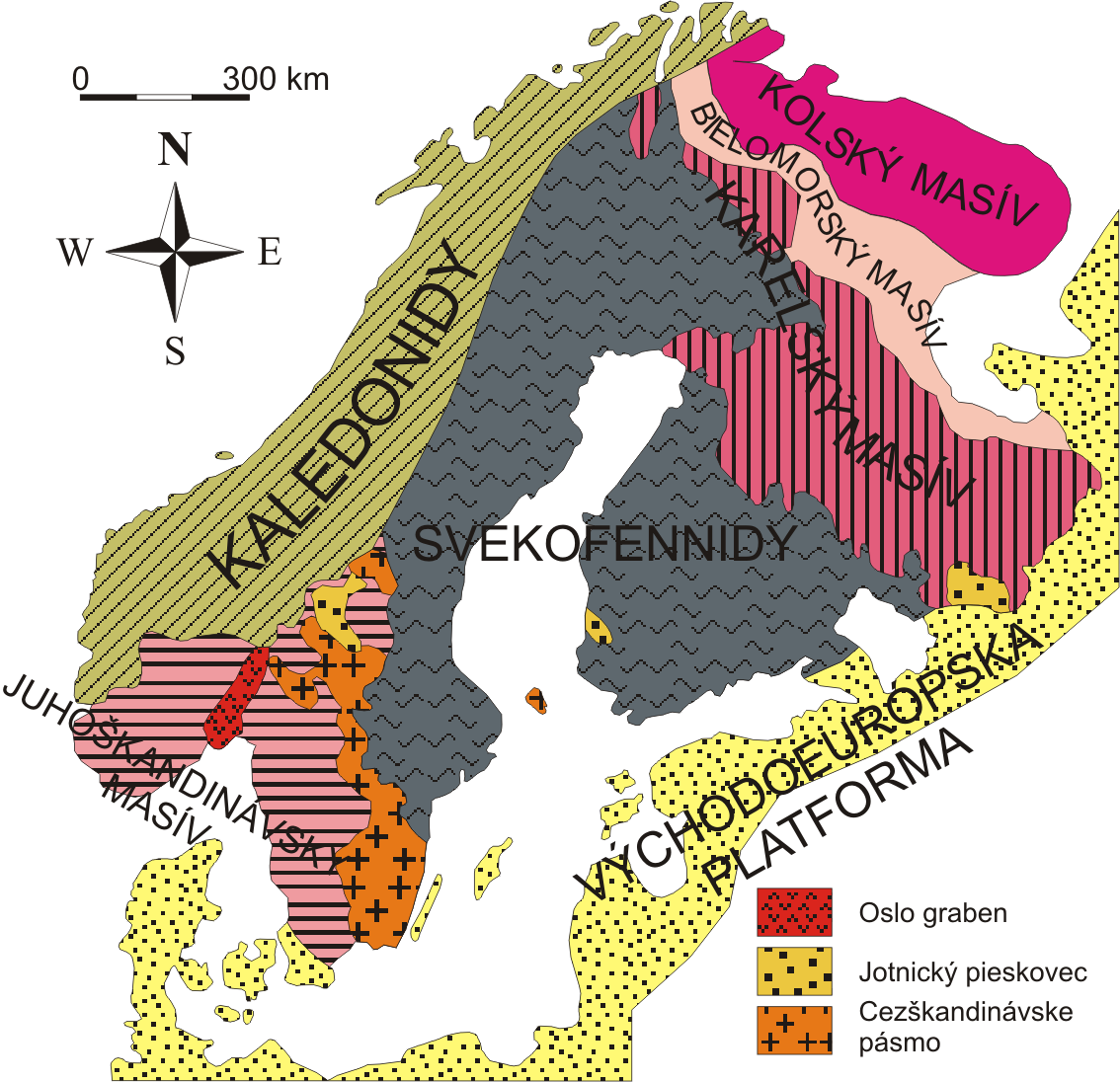
Baltský štít – Karelidy

Karelidy jsou pásemné horstvo Baltského štítu, které vzniklo v postkarelské orogenezi na konci spodní části proterozoika. Jejich stáří se odhaduje na osm set milionů let, což přibližně odpovídá stáří algomského vrásnění v Kanadském štítu.

## Vznik a další vývoj
Karelidy jsou součástí Baltského štítu. Byly vyvrásněny ze sedimentační oblasti karelské série ve východním předpolí Karelid. Sedimentační cyklus karelských uloženin, ve kterých se vyskytují slepence s hojným materiálem svekofennidních žul a migmatitů byl ve východním Finsku ukončen vrásněním (postkarelskou orogenezí), při kterém se vytvořilo pásemné pohoří severoseverozápadního – jihojihovýchodního směru, zvané Karelidy. V jihozápadním Švédsku a v jižním Norsku současně vznikl horský systém severojižního směru, zvaný Gotidy. Tyto dvě horské soustavy označuje H. Backlund jako Gotokarelidy, protože vznikly v jednom horotvorném cyklu. Karelské vrásnění spadá do období mezi kalevien-jatulien a jotnien. Vystoupily při něm velké žulové masivy známé pod jménem rapakivi. Vyskytují se v pěti větších masivech (Salmi na Ladožském jezeře, Viborg, Nystad-Satakunta, Alandské ostrovy, Dalarna) a v několika menších masivech, které tvoří pásmo západovýchodního směru. Ponejvíce jsou sdruženy s jotnickými pískovci, které jsou většinou mladší, ale žula rapakivi proniká též do pískovcových souvrství. Rapakivi je červená žula s granofyrickou základní hmotou a se zaoblenými vyrostlicemi draselného živce, zpravidla obrůstaného kyselým plagioklasem. Stupeň metamorfózy je v Karelidech mnohem slabší než ve starších Svekofennidách.
| Přehled rozdělení | prekambria v Baltickém štítu |                                                    |
| ----------------- | --- | -------------------------------------------------- |
| Nadloží           | spodní kambrium diskordance |                                                    |
| Starohory         | sparagmitová série diskordance jotnien hoglandien a serie Noppi diskordance orogeneze (Gotokarelidy) xx karelská série xx velká diskordance | xx xx <žuly rapakivi xx jatulien kalevien ladogien |
| Prahory           | velká orogeneze (Svekofennidy) botnien svionien marealbidy (nejstarší horniny Baltického štítu)                                             |                                                    |

Mladší série spočívají na svém podloží diskordantně. Ve Finsku je to série hoglandien a ve Švédsku jí odpovídá série Noppi. Obě série jsou tvořeny ponejvíce porfyry a jinými vyvřelinami. Mladší sérii odpovídá ve Finsku jotnien. V jižním Norsku spočívá na jotnickém pískovci a na diabásech, které jím prostupují, mocná série, označovaná ve Skandinávii jako sparagmitová. Po vyvrásnění Gotokarelid nastala dlouhotrvající eroze a denudace. Vyvrásněná horská pásma byla exogenními činiteli zcela zarovnána, takže na počátku prvohor byl baltský štít dokonalou parovinou. Od prvohor až do současnosti zůstal baltský štít trvale souší, byl vystaven denudaci a docházelo k dočasným lokálním transgresím moře. Povrch Baltského štítu je v současnosti tvořen pahorkatinami do výšky 700 m a nížinami se zbytky ledovcových akumulací; rovin je jen málo.